# اصطدام أندروميدا ودرب اللبانة
اصطدام مجرة اندروميدا ودرب التبانة عبارة عن اصطدام مجري متوقع أن يحدث بعد 4.5 بليون سنة تقريبا بين كل من مجرة اندروميدا ومجرتنا درب اللبانة.
بسبب ظاهرة الانزياح نحو الأحمر يعلم الفلكيون الآن أن جميع المجرات تبتعد عنا بشكل دائم وذلك بسبب نظرية توسع الكون. لكن هناك استثناء واحد هام هو «مجرة اندروميدا» الهائلة (المعروفة بـ«م31»). التي تتجه نحونا بسرعة تبلغ 120 كيلومتر/الثانية (تم اكتشاف ذلك بواسطة ظاهرة الانزياح نحو الأزرق) وتبعد عنا الآن مجرة اندروميدا 2.5 مليون سنة ضوئية وبعد 4.5 مليارات سنة تقريباً سوف تصدم المجرتان مع بعضهما البعض. وسينتهي علم الفلك خارج المجرة الجديدة لأن باقي المجرات سوف تبتعد عنا بسرعة الضوء.
قام العالمان (T.J.Cox) و (إبراهام لويب) من معهد هارفارد سمثسون للفيزياء الفلكية بعمل ورقة بحث رياضية معنونة باسم الاصطدام بين مجرة درب اللبانة واندروميدا، وفي هذا البحث، قام العالمان بتخطيط محاكاة لهذا الاصطدام الهائل، وقد خمنا المصير المستقبلي لنظامنا الشمسي.
مجرتنا درب التبانة، واندروميدا (M31) هما العضوان الأكبر ضمن المجموعة المحلية للمجرات. وبينما تندفع أكثر المجرات بعيداً عنا كجزء من عملية توسع الكون، إلا أن المجموعة المحلية ترتبط فيما بينها بالجاذبية، وستواصل التفاعل فيما بينهم على مدار السنوات القادمة.
عندما ولدت شمسنا قبل 4.7 مليار سنة، كانت مجرة اندروميدا ودرب اللبانة يبعدان عن بعضهما 4.2 مليون سنة ضوئية، وكانتا ينتقلان سوية بثبات خلال مليارات السنين، وهما الآن يبعدان عن بعضهما 2.5 مليون سنة ضوئية فقط، ويتوجهان بشكل واضح نحو الاصطدام. ولكنه لن يكون اصطدما مباشراً، إذ سيوجه المجرتان في البدء ضربات شديدة لبعضهما البعض.
وعندما تحدث الضربة الأولى خلال أقل من ملياري سنة من الآن، وفي ذلك التفاعل الأول فإن هناك احتمالية 12% أن يُقذف النظام الشمسي خارج قرص درب اللبانة، وقد تلتحم مع المد الذيلي الطويل للمواد التي ستخرج خارج درب اللبانة. وهناك احتمال آخر بعيد وبنسبة تبلغ 3% فقط، أن تنقذف شمسنا إلى مجرة اندروميدا.
وإذا بقيت الأرض موجودة حول شمسنا، فإن الفلكيين المستقبليين قد يتمكنون من مشاهدة الاصطدام في قمة مجده. 
وبعد أن ترجع المجرتان للضربات فيما بينهما وبضربات تلو الأخرى، فإنها في النهاية سوف تستقر، ويتركز حشد هائل من النجوم حول مركز مشترك للجاذبية. والثقبان الأسودان التوأميان الهادئان نسبيا سيندلعان فجأة مشكلين نوى مجرية نشطة، تلتهم سيلاً جارفاً من المادة التي دخلت منطقة للثقب الأسود.
وهذه المجرة المستقبلية ستكون مجرة إهليلجية هائلة وستفقد كل أذرعها الحلزونية. ومناطق التشكيل النجومية العنيفة ستستقر وستعيش هذه المجرة الجديدة سنواتها الباقية وتستهلك مادتها الخام الباقية ببطئ.
وخلال 100 مليار سنة من الآن، فإن كل المجرات التي تبتعد عنا ستنحسر عن الرؤية، وستسافر عنا بسرعة أعلى من سرعة الضوء.وسوف ينتهي علم الفلك خارج المجرة وستكون مجرتنا الجديدة (ميلكوميدا) هي المجرة الوحيدة - باستثناء المجرات القزمة التابعة لها - التي ستكون ضمن الكون المرئي.